# Granatnik Typ 69

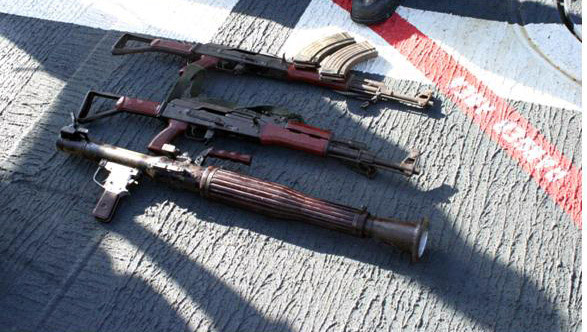
Granatnik ppanc. typ 69 (na dole) oraz dwa karabinki Typ 56-2

Typ 69 – granatnik przeciwpancerny o kalibrze 85 mm produkowany przez firmę Norinco w Chinach. Po raz pierwszy wyprodukowany w latach 70. XX wieku, jako wariant radzieckiego granatnika RPG-7.

## Użycie
Typ 69, podobnie jak jego poprzednik, jest jedną z najczęściej spotykanych broni ppanc. na świecie. Jest obecnie używany przez ponad 40 państw na świecie, oraz liczne grupy partyzanckie i terrorystyczne. Pomimo iż sama wyrzutnia nie uległa znacznym modyfikacjom od początku produkcji, wprowadzono wiele alternatywnych głowic, by zaadaptować granatnik do zmieniających się warunków na polach bitew.